# Burmilla
Burmilla ist eine anerkannte Katzenrasse der Kategorie 3 – Kurzhaar.

## Zuchtgeschichte
Die Rasse Burmilla entstand 1981 in Großbritannien durch die Kreuzung zweier weiterer Katzenrassen, die sich auch im Namen widerspiegeln; einer weiblichen Burma (Stammmutter: Faberge) und eines männlichen Persers (Stammvater: Sanquist) mit der Fellzeichnung Chinchilla. Die Fédération Internationale Féline (FiFe) erkannte sie 1996 als eigenständige Rasse an.

## Rassemerkmale
Der Körperbau dieser Rasse ist meist kräftig, aber dennoch schlank mit stämmigen Beinen, wobei die Hinterbeine ein Stück länger als die Vorderbeine sind. Die Burmilla trägt das Erbe der Chinchilla. Der Grund ist silber-weiß, nur die Spitzen der Haare zeigen die jeweilige Färbung der Burmilla. Gesicht, Beine und Schwanz tragen die jeweilige Farbvarietät, die komplette Unterseite der Katze (Bauch, Kinn…) ist silber (bzw. weiß).
Burmillas existieren in den Varietäten schwarz (Hauptfarbe), blau (Aufhellung von schwarz), braun, flieder, zimtfarben, fawn, rot und cream. Auch Tortie/Schildpatt in den genannten Farbvarianten. Die Burmilla gibt es in zwei Tipped Variationen – auch Agouti genannt:
Shaded/shading: Die Färbung jeder einzelnen Haarspitze beträgt etwa 1⁄3 der Haarlänge.
Und Shell: Die Färbung jeder einzelnen Haarspitze beträgt etwa 1⁄8 der Haarlänge.
Burmilla-Katzen sind ausgeglichene und sehr menschenbezogene Charaktere, die überaus verspielt, anhänglich und mitteilungsbedürftig sind.